# Hologerrhum
Hologerrhum — рід змій родини Cyclocoridae. Представники цього роду є ендеміками Філіппін.

## Види
Рід Hologerrhum нараховує 2 види:
- Hologerrhum dermali R.M. Brown, Leviton, Ferner & Sison, 2001
- Hologerrhum philippinum Günther, 1858

## Етимологія
Наукова назва роду Hologerrhum походить від сполучення слів дав.-гр. ὁλος — весь, цілий і γερρον — плетений щит.